# أنخيل روبيو
أنخيل روبيو (بالألمانية: Ángel Rubio Castro) (و. 1939  م) هو مهندس معماري، وكاهن كاثوليكي إسباني، ولد في غوادالوبي، إكستريمادورا.

## مناصب
تولى منصب أسقف كاثوليكي (منذ 12 ديسمبر 2004)
- Auxiliary Bishop of the Archdiocese of Toledo ‏
- أسقف أبرشية [الإنجليزية]‏
- أسقف مساعد  [لغات أخرى]‏
- Roman Catholic Bishop of Segovia  [لغات أخرى]‏
- أسقف من غير أبرشية [الإنجليزية]‏

.

## التعليم
تعلم في الجامعة البابوية في سلامنكا
.